# Comité central bonapartiste
Pour les articles homonymes, voir CCB.
 (octobre 2015).
Le Comité central bonapartiste (CCB) est un parti politique bonapartiste corse, fondé en 1908 et implanté à Ajaccio. Aujourd'hui, le parti s'inscrit au centre droit de l'échiquier politique.

## Historique

### Origines
Fondé en 1908 par les bonapartistes ajacciens, il s’affirme d'abord comme un mouvement ayant pour vocation de célébrer la mémoire de l’empereur Napoléon Ier et de son action, et se présente comme un parti « municipal », dans la mesure où il situe son action dans le cadre strict de la ville impériale.
Politiquement clérical et conservateur, il s’appuie sur la personnalité de Dominique Pugliesi-Conti, maire d’Ajaccio depuis 1904. C’est lui qui va marquer l’évolution du dernier bastion bonapartiste corse vers la République. Élu député en 1910, il déclare ouvertement son ralliement à la République, ce qui provoque d’ailleurs en 1914 la candidature d’une liste de bonapartistes anti-républicains contre lui. Ceux-ci cependant n’empêchent pas sa réélection.
En 1919, cependant, le CCB connaît un premier revers. Dominique Pugliesi-Conti n’est pas réélu à la Chambre des Députés. Dans la foulée, il perd la mairie d’Ajaccio au profit des républicains et se retire de la vie politique.

### Activités jusqu'en 1945
C’est à un duo que vont alors se confier les bonapartistes ajacciens. Dominique Paoli est le chef de file pour les élections, tandis que l'industriel François Coty en est l’animateur et le principal financeur. Élu maire en 1925, réélu en 1929, Dominique Paoli cède son fauteuil à Coty en 1931, en cours de mandat. Mais le décès de celui-ci, en 1934, permet à Paoli de revenir aux affaires l’année suivante.
Nettement plus conservateur que ses prédécesseurs, et admirateur, comme Coty, du régime italien, Dominique Paoli se rallie idéologiquement au fascisme, faisant même acclamer Mussolini lors d’une réunion du Conseil municipal. Cette dérive se poursuit après 1940, lorsqu’il est maintenu en place par le régime de Vichy et s’engage sur une orientation ouvertement collaborationniste. 
En 1943, Paoli est destitué par les communistes et condamné avec son épouse à la relégation à Laghouat aux limites du désert algérien. Il sera plus tard autorisé à rentrer en métropole et se fixera à Nice jusqu’à son décès en 1956. Le CCB, déconsidéré, est battu lors des municipales de 1945. 
Cependant Eugène Macchini (président du CCB) ne prendra pas cette orientation et entrera dans la résistance et en 1943 sera le maire de la libération et accueillera le général de Gaulle.

### Soutien au général de Gaulle
De 1945 à 1947, la mairie sera administrée par une coalition communiste conduite par Artur Giovoni. Grâce à une alliance avec les radicaux et les modérés, le CCB au renouvellement de 1947 fait de nouveau élire un des siens à la mairie, Nicéphore Stephanopoli de Comnene. Actif et fin manœuvrier, Antoine Sérafini réussit à le supplanter au sein du CCB et à lui ravir son fauteuil après deux ans de mandat.
Une nouvelle crise secoue le CCB en 1951. Antoine Sérafini décide en effet de se présenter aux législatives de la même année, avec le soutien des gaullistes du RPF. Son élection, vécue comme une trahison par certains bonapartistes hostiles à de Gaulle, va conduire François Maglioli à quitter le CCB et à présenter une liste contre Serafini aux municipales de 1953, avec le soutien des communistes et des radicaux. Le docteur Maglioli est élu maire d’Ajaccio. Le bonapartisme n’est pas défait, mais le CCB entre dans une phase d’important recul. Antoine Sérafini perd son siège de député en 1956 et est même battu lors des cantonales de 1958.
Il change de bord en cette année de retour au pouvoir de de Gaulle, soutenant, comme la majorité de ses troupes, le coup de force des militaires du 13 mai plutôt que l’homme de Colombey. En 1959, cependant, un revirement de situation permet à Antoine Sérafini de redevenir maire. En 1962, il retrouve même l’Assemblée nationale. Le CCB appelle à voter pour le général de Gaulle lors de l’élection présidentielle de 1965. En 1969 il célèbre le bicentenaire de la naissance de l'Empereur et le maire bonapartiste Pascal Rossini reçoit le nouveau président, le gaulliste Georges Pompidou.
En 1970, un chirurgien dentiste, Félix Richaud, en est le secrétaire général.

### Déclin dans les années 1970-2000
En 1971, Pascal Rossini remporte haut la main les élections municipales de cette année. Son décès, en septembre 1975, marque le début des difficultés pour le C.C.B sur le partage des responsabilités avec ses alliés. Cependant lors des partielles de 1975 qui suivent, c'est bien un bonapartiste, Charles Ornano, qui est élu maire (mais grâce à la division de l’opposition entre républicains indépendants menés par José Rossi et la liste de gauche. Le CCB n'a plus la majorité absolue), et qui sera réélu en 1977.
En 1983, Ornano est même contraint, pour éviter un basculement à gauche de la municipalité, de s'allier dès le premier tour avec l'UDF et le RPR, au sein d'une liste où le CCB n'est plus majoritaire. Réélu en 1989, Charles Ornano décède en février 1994. Les alliés du CCB ne se démènent pas et c'est un bonapartiste, Marc Marcangeli, qui est élu maire.
L'année suivante voit s'effondrer le dernier pilier idéologique du CCB. Alors qu'au moment de leur retour, à la suite de l'abrogation de la loi d'exil en 1950, les chefs de la famille Napoléon ne s'étaient pas exprimés sur les affaires corses, leur descendant, le prince Charles-Napoléon, héritier de la dynastie, annonce en 1995 son intention de s'investir dans la vie politique locale. Or, ses orientations politiques, qui le situent au centre-gauche, sont connues et très éloignées de celles du CCB. En 2007, il se ralliera d'ailleurs au MoDem de François Bayrou.
En 2000, la tension au sein de la coalition CCB-UDF qui dirige la ville est à son comble. La morosité liée à de mauvais résultats lors des élections régionales et cantonales de 1998 se double de désaccords persistants sur la question institutionnelle. En mai 2001, une nouvelle élection municipale a lieu, Simon Renucci est élu maire d'Ajaccio, et Charles-Napoléon est son deuxième adjoint. 
Ayant perdu son dernier parlementaire avec Charles Ornano, et la mairie d'Ajaccio quelques années plus tard, le CCB faisait, lors de sa période peu active, toujours partie des partis politiques déclarés auprès de la Commission nationale des comptes de campagne et des financements politiques, mais ne sembla plus entre 2001 et 2014 en mesure de jouer un rôle dans la vie politique locale, même si, depuis 2003, des initiatives avaient été prises pour faire renaître, à Ajaccio, un « parti bonapartiste ».

### Réactivation en 2014
Sous la présidence d'André Villanova (président depuis 2004), le parti conduit une politique de réconciliation de la famille politique ajaccienne libérale en vue de reconquérir la maison carrée. À ce titre, le CCB décide d'apporter son soutien dès le premier tour à la candidature de droite de Laurent Marcangeli à la députation. Après cette victoire, il sera fait membre d'honneur du CCB, distinction qui fut créée à cette occasion.
Les municipales remportées en 2014, et les municipales partielles de début 2015, par la liste d'union conduite par Laurent Marcangeli contre Simon Renucci, avec un score avoisinant les 60 % des suffrages, a permis au CCB de siéger à nouveau au conseil municipal d'Ajaccio avec 5 élus dont un adjoint au maire et un vice-président à la C.A.P.A, ce qui de facto a réactivé le parti et son activité municipale.  
Le parti détient l'exécutif du département de la Corse-du-Sud de 2015 à 2018, en la personne de Pierre-Jean Luciani, élu au bénéfice de l'âge.
Pour les élections législatives de 2022, Laurent Marcangeli, membre d'honneur du CCB et membre d'Horizons, est investi par la majorité présidentielle dans la première circonscription de la Corse-du-Sud. Le 22 juin 2022, celui-ci est élu président du groupe Horizons à l'Assemblée nationale. 
Laurent Marcangeli devient le 23 décembre 2024 ministre de l'Action publique, de la Fonction publique et de la Simplification dans le gouvernement François Bayrou.